# La Motte-en-Champsaur
La Motte-en-Champsaur ist eine französische Gemeinde mit 207 Einwohnern (Stand: 1. Januar 2022) im Département Hautes-Alpes in der Region Provence-Alpes-Côte d’Azur. Sie gehört zum Arrondissement Gap und zum Kanton Saint-Bonnet-en-Champsaur. 

## Geographie
Der Gipfel des Vieux Chaillol auf 3163 m ist der höchste Punkt in der Gemeinde.
La Motte-en-Champsaur grenzt im Norden an Saint-Maurice-en-Valgodemard, im Nordosten an La Chapelle-en-Valgaudémar, im Osten an Champoléon, im Süden an Saint-Michel-de-Chaillol und Saint-Bonnet-en-Champsaur, im Westen und Südwesten an Aubessagne und im Nordwesten an Saint-Jacques-en-Valgodemard.

## Geschichte
1931 wurde die bisher eigenständige Ortschaft Molines eingemeindet.

### Bevölkerungsentwicklung
| Jahr                      | 1962 | 1968 | 1975 | 1982 | 1990 | 1999 | 2008 | 2012 |
| ------------------------- | ---- | ---- | ---- | ---- | ---- | ---- | ---- | ---- |
| Einwohner                 | 222  | 182  | 151  | 167  | 155  | 177  | 185  | 227  |
| Quelle: Cassini und INSEE |      |      |      |      |      |      |      |      |

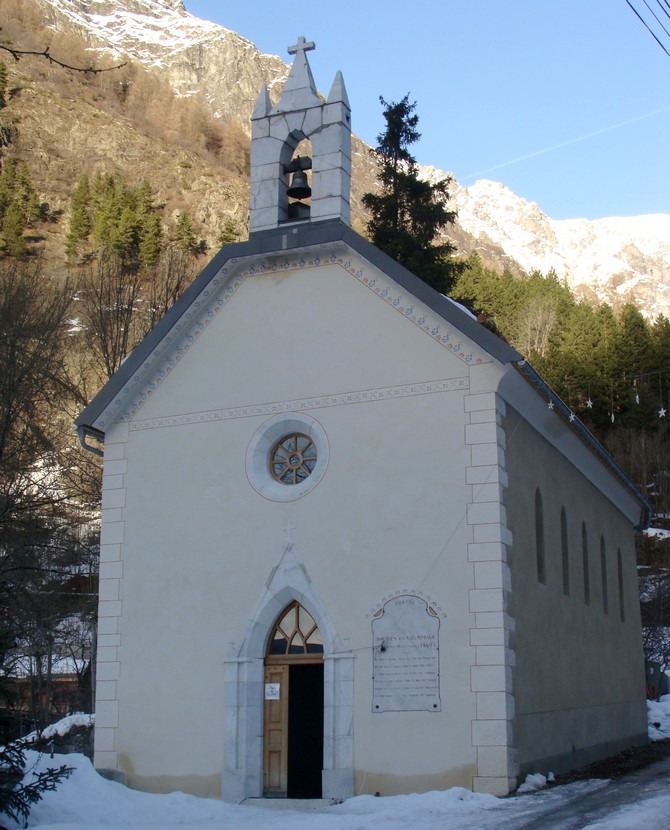
Kapelle Molines-en-Champsaur
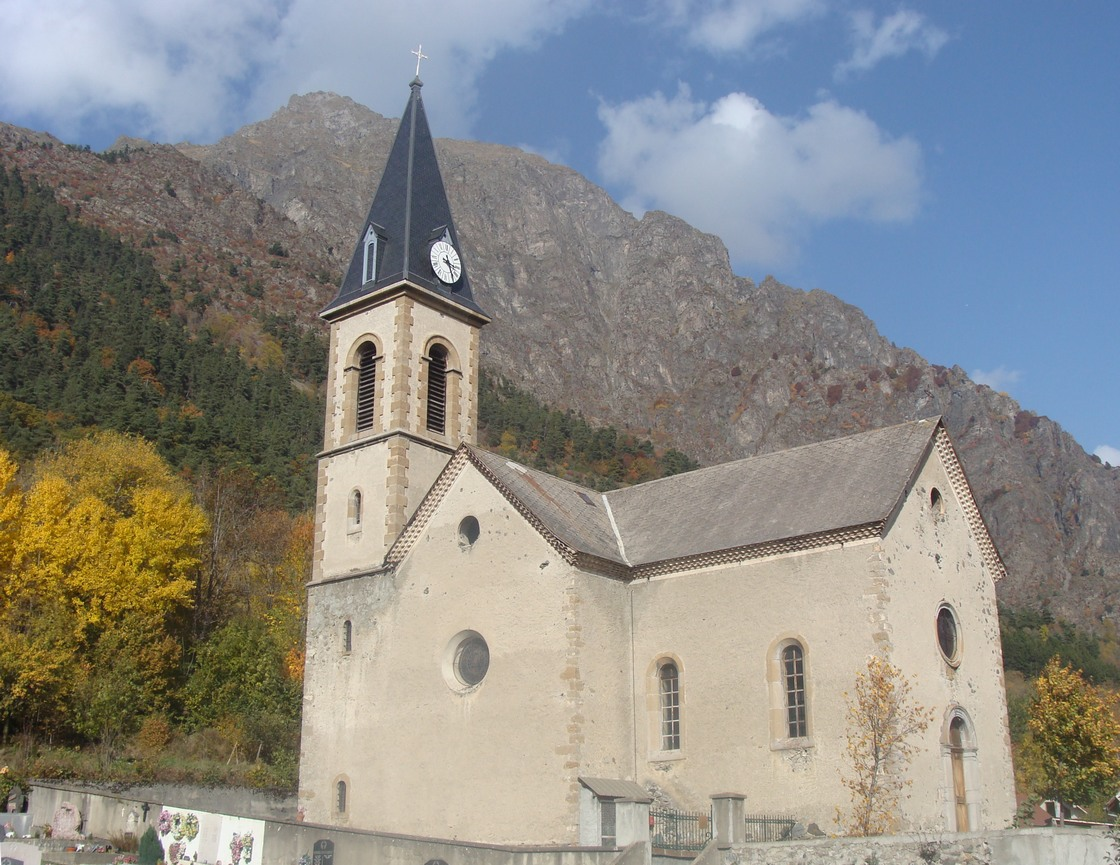
Kirche Saint-Sauveur
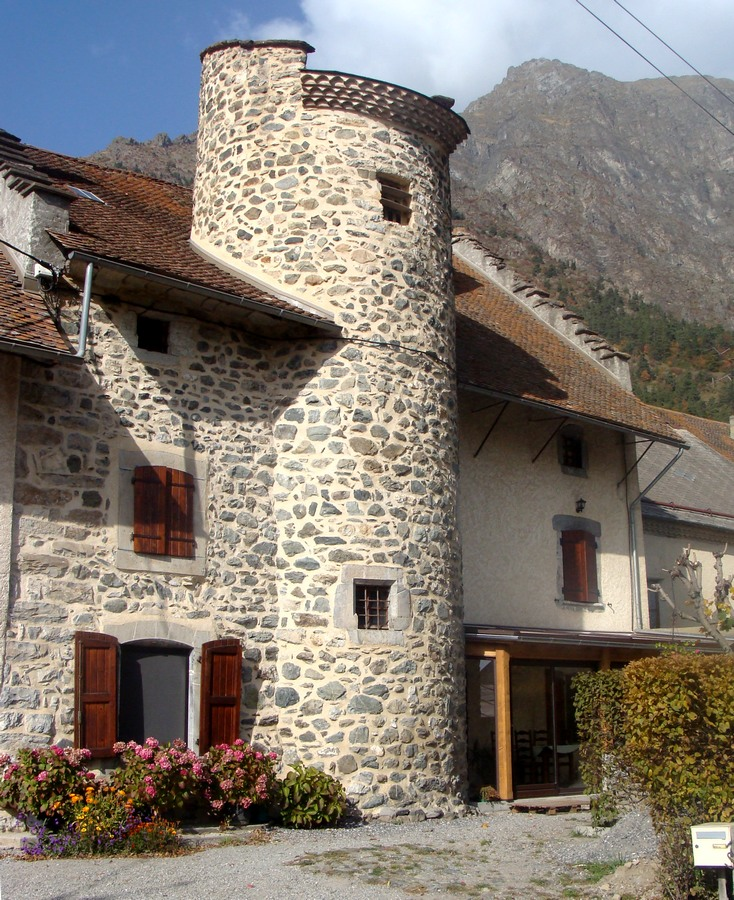
Taubenturm